# Axel Liljefalk
Axel Theodor Liljefalk (født 15. oktober 1848 i København, død 28. april 1915 sst.) var en dansk officer og militærhistorisk forfatter, bror til Christian Helweg-Larsen, H.F. Helweg-Larsen og Vilhelm Helweg-Larsen.
Han var søn af etatsråd, borgmester i Københavns Magistrat L.C. Larsen og hustru født Helweg, blev sekondløjtnant 1868, premierløjtnant 1872, kaptajn 1882, oberstløjtnant 1895 og oberst og chef for 7. regiment 1902. Samme år blev han kommandant i Fredericia. Han fik afsked fra Hæren 1908. Liljefalk var formand i bestyrelsen for Børnehjemmet Ove Hohlenbergs Minde og i Den danske Komité til Bekæmpelse af Hvide Slavehandel.
Han var Ridder af Dannebrog, Dannebrogsmand og bar Medaljen for druknedes redning og Sværdordenen.
Han var gift med Augusta Frederikke Bülow (født 3. juni 1853 i København, død 7. januar 1941 sst.), datter af byfoged Albert Ferdinand Bulow (død 1867) og hustru Caroline Cathrine Mathilde Oxenbøll (død 1908).

## Forfatterskab
(indtil 1901 udgav han under navnet Axel Larsen)
- Kalmarkrigen, 1889.
- Kejserkrigen, 1901.
- Dansk-norske Heltehistorier, fire bind, 1893-96.
- Christian IV's Krige, 1895.
- Daniel Rantzau, 1898.
- Absalon, 1899.
- (sammen med Frits Holst): Felttogene i vore første Frihedsaar, 1888.
- (sammen med Bering Liisberg): Christian IV, 1890-91.
- (sammen med Otto Lütken): Vor sidste Kamp for Sønderjylland, 1904.
- medudgiver af det militære ugeblad Danebrog

- Wikimedia Commons har flere filer relateret til Axel Liljefalk